# Stichting voor Reclame- en Marketingonderwijs
De Stichting voor Reclame en Marketingonderwijs, afgekort SRM, is gevestigd in Amsterdam, en verzorgt opleidingen op het terrein van reclame en marketing. Het is een onderdeel van de Salta Group.
De stichting is een voortzetting van de Stichting Reclame-Onderwijs (SRO) opgericht  in 1955 door de vijf brancheorganisaties uit de wereld van reclame en marketing. De oprichters ontwikkelden opleidingen die gericht waren op de praktijk. De vakbranche richtte in 1966 het Nederlands Instituut voor Marketing (NIMA) op, enerzijds om marketing als vakgebied te verbreden, anderzijds om het marketingonderwijs te stimuleren. De SRO stapte in 1970 over van de tweejarige allround opleiding naar aparte eenjarige opleidingen voor marketing en voor reclame. Wilde je naar de reclameopleiding, dan moest je eerst Marketing 1 doen en je NIMA-A halen. Om die koerswijziging te onderstrepen, werd in 1972 de naam SRO veranderd in SRM. Tegenwoordig (2017) biedt SRM opleidingen aan op het gebied van Marketing, Communicatie, Marketingcommunicatie, en Online marketing.

## Bron
- Website SRM